# Leonel Godoy

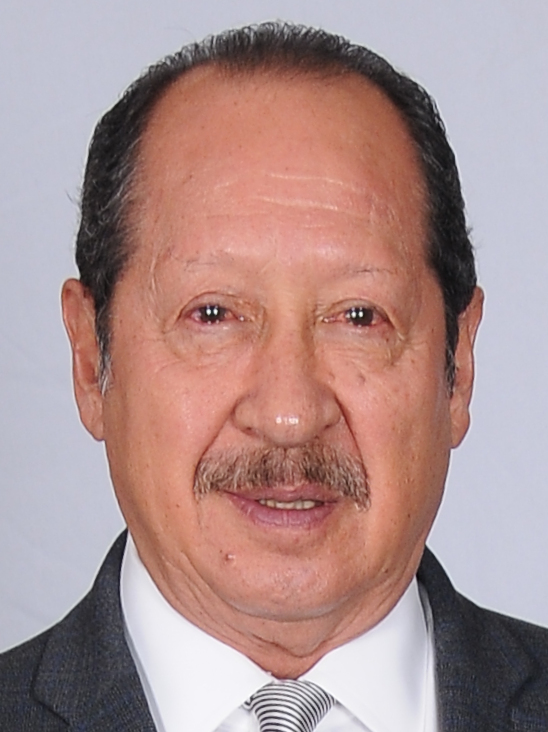
Leonel Godoy

Leonel Godoy Rangel (Lázaro Cárdenas, 5 juni 1950) is een Mexicaans jurist en politicus.
Godoy studeerde recht aan de Michoacaanse Universiteit van San Nicolás de Hidalgo (UMSNH) en haalde een doctoraat aan de Nationale Autonome Universiteit van Mexico (UNAM). Van 1980 tot 1985 was hij hoogleraar aan de UMSNH. Hij sloot zich aan bij de Institutioneel Revolutionaire Partij (PRI) en was minister in de regering van Michoacán, onder gouverneur Cuauhtémoc Cárdenas (1980-1986). Godoy stapte samen met Cárdenas en veel andere linkse PRI'ers uit de PRI in 1988 en werd voor de Socialistische Volkspartij (PPS) tot afgevaardigde gekozen. Hij stapte uit die partij en was in 1989 een van de oprichtende leden van de PRD.
Van 1994 tot 1997 was hij opnieuw afgevaardigde en van 1997 tot 2002 was hij wethouder in Mexico-Stad, eerst van veiligheid onder Cárdenas en later van onderwijs onder Andrés Manuel López Obrador. In 2002 werd hij opnieuw regeringsminister van Michoacán, ditmaal onder Lázaro Cárdenas Batel. Van 2003 tot 2005 was hij partijvoorzitter van de PRD. In 2006 werd hij in de Kamer van Senatoren gekozen doch trad daar een jaar later uit terug om deel te nemen aan de gouverneursverkiezingen in Michoacán, die hij met 38% van de stemmen won. Op 15 februari 2008 trad Godoy aan als gouverneur.
Op 14 juli 2009 werd een arrestatiebevel uitgevaardigd tegen de halfbroer van Godoy, Julio César Godoy Toscano, wegens vermeend lidmaatschap van La Familia Michoacana, kort nadat deze in de Kamer van Afgevaardigden was gekozen. Godoy heeft verklaard hem niet in bescherming te zullen nemen, maar zal wel een eerlijk proces voor hem eisen. Godoy Toscano is momenteel nog voortvluchtig.
Na het einde van zijn termijn keerde hij terug naar zijn senaatszetel. Godoy verruilde de PRD voor Morena en werd in 2018 afgevaardigde van deze partij in Baja California.